# Фил Джоунс
Филип Антъни Джоунс е бивш английски професионален футболист, роден на 21 февруари 1992 г. Преди да се присъедини към Манчестър Юнайтед, Джоунс играе за Блекбърн Роувърс. Въпреки че е основно централен защитник, също така е играл и като десен бек или дефанзивен полузащитник.